# Camelot (Musical)
Camelot ist ein Musical in zwei Akten von Frederick Loewe (Musik) und Alan Jay Lerner (Libretto und Gesangstexte). Es ist beider letztes gemeinsames Werk und basiert auf dem Roman „Der König auf Camelot (The Once and Future King)“ von Terence Hanbury White.
Lerner und Loewe produzierten das Stück gemeinsam mit Moss Hart, der auch die Regie übernahm; die Choreografie erarbeitete Hanya Holm. In den Hauptrollen waren Julie Andrews als Guenevere und Richard Burton als Arthur zu sehen. Das Stück erlebte seine Uraufführung am 3. Dezember 1960 am Majestic Theatre in New York City und brachte es auf 873 Aufführungen.
Die Erstaufführung im Londoner West End am 19. August 1964 im Theatre Royal Drury Lane wurde von Jack Hylton produziert; das Stück wurde 518-mal aufgeführt. Im deutschsprachigen Raum kam das Stück zum ersten Mal am 3. Oktober 1981 im Badischen Staatstheater Karlsruhe auf die Bühne. Marcel Valmy hatte die Übersetzung besorgt.

## Handlung

### Ort und Zeit
Der Titel des Musicals bezeichnet den Hof des englischen Sagenkönigs Artus, dessen englischer Name „Arthur“ ist. Die Handlung ist im frühen Mittelalter angesiedelt.

### Erster Akt
König Arthur ist nicht wohl bei dem Gedanken, dass bald seine Braut eintreffen soll und er sich vom Junggesellendasein verabschieden muss. Er flüchtet sich deshalb auf einen Baum und hält sich dort versteckt. Sein Erzieher, der Zauberer Merlin, tadelt ihn dafür, weil sein Verhalten eines Königs unwürdig sei.
Bald darauf trifft Prinzessin Guenevere ein, die ihrem Gefolge vorausgeeilt ist. Als sie sich unbeobachtet fühlt, betet sie zur heiligen Genoveva. Dabei wird sie von König Arthur belauscht. Nachdem er sich ihr zu erkennen gegeben hat, fühlen die beiden, dass sie füreinander bestimmt sind. Darüber freut sich auch die gesamte Hofgesellschaft, weil sie jetzt ein rauschendes Hochzeitsfest erwarten darf. Während alle in Feierlaune schwelgen, lockt der Geist Nimue Merlin in einen Hinterhalt und stiehlt ihm seine Zauberkraft.
Fünf Jahre später stellt König Arthur einen Ehrenkodex auf, der regelt, wie sich ein edler Ritter zu verhalten hat. Die Kunde darüber verbreitet sich rasch in alle Welt. Auf besonders fruchtbaren Boden fällt die Nachricht beim französischen Ritter Lancelot. Dieser sucht den Verfasser des Regelwerks in Camelot auf. Beide sind sich auf Anhieb sympathisch. Allerdings teilt die Königin nicht die Ansicht ihres Mannes. Sie hält den fremden Ritter für arrogant und sähe ihn am liebsten gleich Abschied nehmen. Um ihrem Wunsch Nachdruck zu verleihen, fordert sie die drei tapfersten Ritter der Tafelrunde auf, Lancelot in dem anstehenden Turnier zu besiegen. Dinadan, Sagramore und Lionel geben sich alle Mühe, ihrer Herrin zu gefallen; doch es kommt ganz anders. Lancelot schlägt nicht nur alle drei, Lionel verletzt er sogar tödlich. Als es dann aber Lancelot auf wundersame Weise gelingt, Lionel ins Leben zurückzuführen, schlägt Gueneveres Abneigung gegen den fremden Ritter ins Gegenteil um, und auch Lancelot fühlt sich von der Königin angezogen.

### Zweiter Akt
Der vom König aufgestellte Ehrenkodex verbietet den beiden Liebenden, sich ihre Zuneigung zu zeigen. Aber schließlich siegen dann doch die Gefühle über den Verstand. Dabei werden sie von Mordred, dem außerehelichen Sohn des Königs, belauscht. Er ist erst vor kurzem nach Camelot gekommen, um seinem Vater den Thron abspenstig zu machen. Er intrigiert nach Herzenslust, hetzt die Ritter gegeneinander auf und verbreitet Gerüchte über das schändliche Verhalten der Königin.
Als Arthur einmal außerhalb Camelots weilt, sucht Lancelot die Königin in der Burg auf, wo sich beide erneut ihre Liebe gestehen. Wohl wissend, dass sie sich sexuell nicht nähern dürfen, erklärt Lancelot seiner Geliebten, er werde bald nach Frankreich zurückkehren. Plötzlich werden sie von Mordred überrascht. Dieser erklärt die beiden Liebenden für verhaftet. Lancelot gelingt die Flucht. Ein eilends zusammengestelltes Gericht verurteilt die Königin zum Tode. Auf dem Weg zur Hinrichtungsstätte kann Lancelot seine Geliebte befreien und sie in seine Heimat mitnehmen.
Trotz des Geschehenen zeigt Arthur Verständnis für Lancelot und würde ihm am liebsten verzeihen. Die Ehre aber verlangt, dass er ihm den Krieg erklärt. So bleibt ihm nichts anderes übrig, als mit seinen Rittern nach Frankreich zu ziehen. Bevor es zur Schlacht kommt, schleicht sich ein fremder Knappe ins englische Lager. Arthur betrachtet diesen Umstand als Wink des Schicksals. Er schlägt den Jungen zum Ritter und weist ihn an, nach Camelot zu ziehen und seinen Ehrenkodex weiter zu verbreiten.

## Musikalische Nummern

### Im ersten Akt
- Ouvertüre
- I Wonder What the King Is Doing Tonight – Ich wüsst’ gern, was der König tut heute Nacht  (Arthur)
- The Simple Joys of Maidenhood – Wo sind die Träume meiner Mädchenzeit?  (Guenevere)
- Camelot  (Arthur)
- Camelot (Wiederholung – Arthur und Guenevere)
- Follow Me – Folge mir  (Nimue)
- C’est Moi  (Lancelot)
- The Lusty Month of May – Im Wonnemonat Mai  (Guenevere und Ensemble)
- Take Me To the Fair – Auf das Fest  (Guenevere, Sir Lionel, Sir Sagramore und Sir Dinadan)
- How To Handle a Woman – Willst die Frauen du minnen  (Arthur)
- The Jousts – Das Turnier (Arthur, Guenevere und Ensemble)
- Before I Gaze at You Again – Bevor ich dir heut begegnen kann  (Guenevere)
- Finale erster Akt (Arthur und die Ritter)

### Im zweiten Akt
- Zwischenaktmusik
- If Ever I Would Leave You – Wann sollt ich von dir scheiden  (Lancelot)
- The Seven Deadly Virtues – Der Tugend sieben Säulen  (Mordred)
- What Do the Simple Folk Do? – Was mag das arme Volk tun?  (Arthur und Guenevere)
- Fie on Goodness! – Keine Güte, nein!  (Mordred und die Ritter)
- I Loved You Once In Silence – Die Liebe kam so leise  (Guenevere und Lancelot)
- Guenevere  (Ensemble)
- Camelot – Wiederholung und Finale zweiter Akt (Ensemble)

## Auszeichnungen
1961 Tony Awards für die Broadway-Produktion im Bereich Musical in den Kategorien:
- Bester Hauptdarsteller: Richard Burton
- Bestes Bühnenbild: Oliver Smith
- Beste Kostümgestaltung: Adrian und Tony Duquette
- Beste Musikalische Leitung: Franz Allers

## Verfilmung
Joshua Logan verfilmte das Musical 1967 mit Richard Harris, Vanessa Redgrave, Franco Nero und David Hemmings in den Hauptrollen. Siehe dazu den Hauptartikel Camelot – Am Hofe König Arthurs.